# Acordando o Prédio
"Acordando o Prédio" é uma canção do cantor e compositor  sertanejo Luan Santana, composta por Douglas Cesar. Foi lançada em 31 de janeiro de 2017 pela Som Livre uma versão da música como terceiro single do álbum 1977 (2016).

## Videoclipe
O videoclipe da canção original foi lançado no dia 31 de janeiro de 2017. O vídeo, dirigido por Alejandro Pérez, foi gravado em Havana (Cuba) e possui a participação especial do comediante Whindersson Nunes.

## Lista de faixas
- Download digital

1. "Acordando o Prédio" - 3:38[4]

## Desempenho nas tabelas musicais

### Posições
| Tabela musical (2017)                                     | Melhor posição |
| --------------------------------------------------------- | -------------- |
| Brasil - Billboard Brasil Hot 100 Airplay                 | 1              |
| Brasil - Billboard Brasil Regional Fortaleza Hot Songs    | 2              |
| Brasil - Billboard Brasil Regional Salvador Hot Songs     | 6              |
| Brasil - Billboard Brasil Regional Porto Alegre Hot Songs | 8              |
| Brasil (Top 50 Streaming Mensal)                          | 40             |

### Tabelas de fim-de-ano
| Tabela musical (2016)                     | Melhor posição |
| ----------------------------------------- | -------------- |
| Brasil (Billboard Brasil Hot 100 Airplay) | 1              |